# Social Democratic Party (Vereinigtes Königreich)
Die Social Democratic Party ist eine politische Partei im Vereinigten Königreich. Die Vorgängerpartei war zwischen 1981 und 1988 unter dem gleichen Namen aktiv. Die jetzige Partei besteht aus den Resten dieser SDP nach einer Fusion (1988) und einer Selbstauflösung des ersten Nachfolgers (1990).

## Geschichte der alten Partei

### 1981–1988

#### Die Abspaltung von Labour
Die Partei entstand als Abspaltung aus dem rechten Flügel der Labour Party, die in den 1980er Jahren innerhalb des politischen Spektrums weiter links stand als heute und viele sozialistische Positionen vertrat. Die Gründung ging am 26. März 1981 von der damit unzufriedenen sogenannten Gang of Four (deutsch Viererbande) aus, den ehemaligen Labour-Politikern Roy Jenkins, David Owen, Bill Rodgers und Shirley Williams.

#### Fusion mit der Liberal Party
Da sie auf Grund des britischen Mehrheitswahlrechts von Anfang an in ihrer parlamentarischen Existenz bedroht war, arbeitete die SDP bereits kurz nach der Gründung mit der vom Wahlrecht ebenfalls benachteiligten Liberal Party zusammen. Gemeinsam traten Liberal Party und SDP bei den Unterhauswahlen 1983 und 1987 als The Alliance auf. 1988 schlossen sich die beiden kleineren Parteien in der Mitte des politischen Spektrums zur heutigen Partei Liberal Democrats (anfangs Social & Liberal Democrats) zusammen.

#### Parteiführer (Leader)
| Name             | Amtszeit (Beginn) | Amtszeit (Ende) |
| ---------------- | ----------------- | --------------- |
| Roy Jenkins      | 7. Juli 1982      | 13. Juni 1983   |
| David Owen       | 13. Juni 1983     | 6. August 1987  |
| Robert Maclennan | 29. August 1987   | 3. März 1988    |

#### Wahlergebnisse
| Jahr | Wahl                   | Stimmen   | Stimmenanteil | Sitze |
| ---- | ---------------------- | --------- | ------------- | ----- |
| 1983 | Unterhauswahlen 1983 a | 3.507.803 | 11,5 %        | 6/650 |
| 1984 | Europawahl 1984 a      | 1.233.490 | 9,2 %         | 0/81  |
| 1987 | Unterhauswahlen 1987 a | 3.168.183 | 9,7 %         | 5/650 |

### 1988–1990

#### Neugründungen durch Minderheiten
Eine Minderheit der Partei, darunter Mitbegründer David Owen, vollzog 1988 die Fusion mit der Liberal Party nicht mit. Sie trat aus der Fusionspartei aus und gründete die SDP neu. Auf Grund der Erfolglosigkeit dieser übrig gebliebenen Partei beschloss sie 1990 mehrheitlich ihre Selbstauflösung.

#### Wahlergebnisse
| Jahr | Wahl            | Stimmen | Stimmenanteil | Sitze |
| ---- | --------------- | ------- | ------------- | ----- |
| 1989 | Europawahl 1989 | 75.886  | 0,5 %         | 0/81  |

## Geschichte der neuen Partei
Mit der Selbstauflösung im Jahr 1990 war auch eine Minderheit der damaligen Mitglieder nicht einverstanden. Am Tag nach Auflösung gründete diese die Partei, ähnlich wie zwei Jahre davor, erneut, erreichte jedoch nicht mehr ihre vorherige Bedeutung. Als Kleinpartei existiert sie im Vereinigten Königreich bis heute. Sie war in einzelnen Regionalparlamenten vertreten und versucht sich gegenüber Labour durch einen europakritischen Kurs zu profilieren. Von November 2018 bis zum 1. Juli 2019 war sie durch den Übertritt von Patrick O’Flynn von der UKIP im Europäischen Parlament vertreten. Steve Kelleher kam bei der Londoner Bürgermeisterwahl 2021 mit 0,3 % der Stimmen auf Platz 17. Amy Gallagher kam bei der Londoner Bürgermeisterwahl 2024 mit 1,4 % der Stimmen auf Platz 7.

### Parteiführer (Leader)
| Name             | Amtszeit (Beginn) | Amtszeit (Ende) |
| ---------------- | ----------------- | --------------- |
| Jack Holmes      | 1990              | 1991            |
| John Bates       | 1991              | 2008            |
| Peter Johnson    | 2008              | 2018            |
| William Clouston | 2018              |                 |

### Wahlergebnisse
| Jahr | Wahl                              | Stimmen | Stimmenanteil | Sitze |
| ---- | --------------------------------- | ------- | ------------- | ----- |
| 1992 | Unterhauswahlen 1992              | 35.248  | 0,1 %         | 0/651 |
| 1997 | Unterhauswahlen 1997              | 1.246   | 0,0 %         | 0/659 |
| 2010 | Unterhauswahlen 2010              | 1.551   | 0,0 %         | 0/650 |
| 2015 | Unterhauswahlen 2015              | 125     | 0,0 %         | 0/650 |
| 2017 | Unterhauswahlen 2017              | 469     | 0,0 %         | 0/650 |
| 2019 | Unterhauswahlen 2019              | 3.295   | 0,0 %         | 0/650 |
| 2021 | Parlamentswahl in Schottland 2021 | 405     | 0,0 %         | 0/129 |
| 2021 | Wahl zur London-Versammlung 2021  | 7.782   | 0,3 %         | 0/25  |
| 2024 | Wahl zur London-Versammlung 2024  | 23.021  | 0,9 %         | 0/25  |
| 2024 | Unterhauswahlen 2024              | 33.811  | 0,1 %         | 0/650 |